# Premi Ciutat d'Osca Carlos Saura
El Premi Ciutat d'Osca Carlos Saura és un guardó que concedeix anualment el Festival Internacional de Cinema d'Osca per a distingir a professionals del món del cinema. Es va concedir per primera vegada en 1991 amb el nom de Premi Ciutat d'Osca, i el seu primer destinatari va ser el director d'Osca Carlos Saura. A partir de llavors es va concedir a personalitats del món del cinema com a reconeixement a una llarga i destacada trajectòria professional. En 1995 es va atorgar al director mexicà Arturo Ripstein, que va ser el primer receptor que no era de nacionalitat espanyola. El van seguir altres cineastes estrangers, com el peruà Francisco José Lombardi i el serbi Zelimir Zilnik. D'altra banda, els destinataris van ser tots directors de cinema fins que en 2001 el premi va ser lliurat a l'actor Juanjo Puigcorbé. A ell li han seguit l'actriu Mercedes Sampietro i el fundador del Festival José María Escriche.
En 2013 no es va lliurar el guardó i a l'any següent es va produir un important canvi en l'objectiu del premi que, a partir de llavors, «reconeix la notable trajectòria professional de joves figures del món del cinema que projecten a més una prometedora carrera professional». L'actriu Adriana Ugarte va ser la primera a rebre el trofeu en aquestes condicions, seguida d'una sèrie de joves dones cineastes fins a Aura Garrido en 2018.
Després de l'edició de 2018, els organitzadors del Festival van decidir canviar el nom del premi afegint a la seva denominació tradicional el nom del director de la ciutat i primer receptor del premi: Carlos Saura.

## Anys 1990

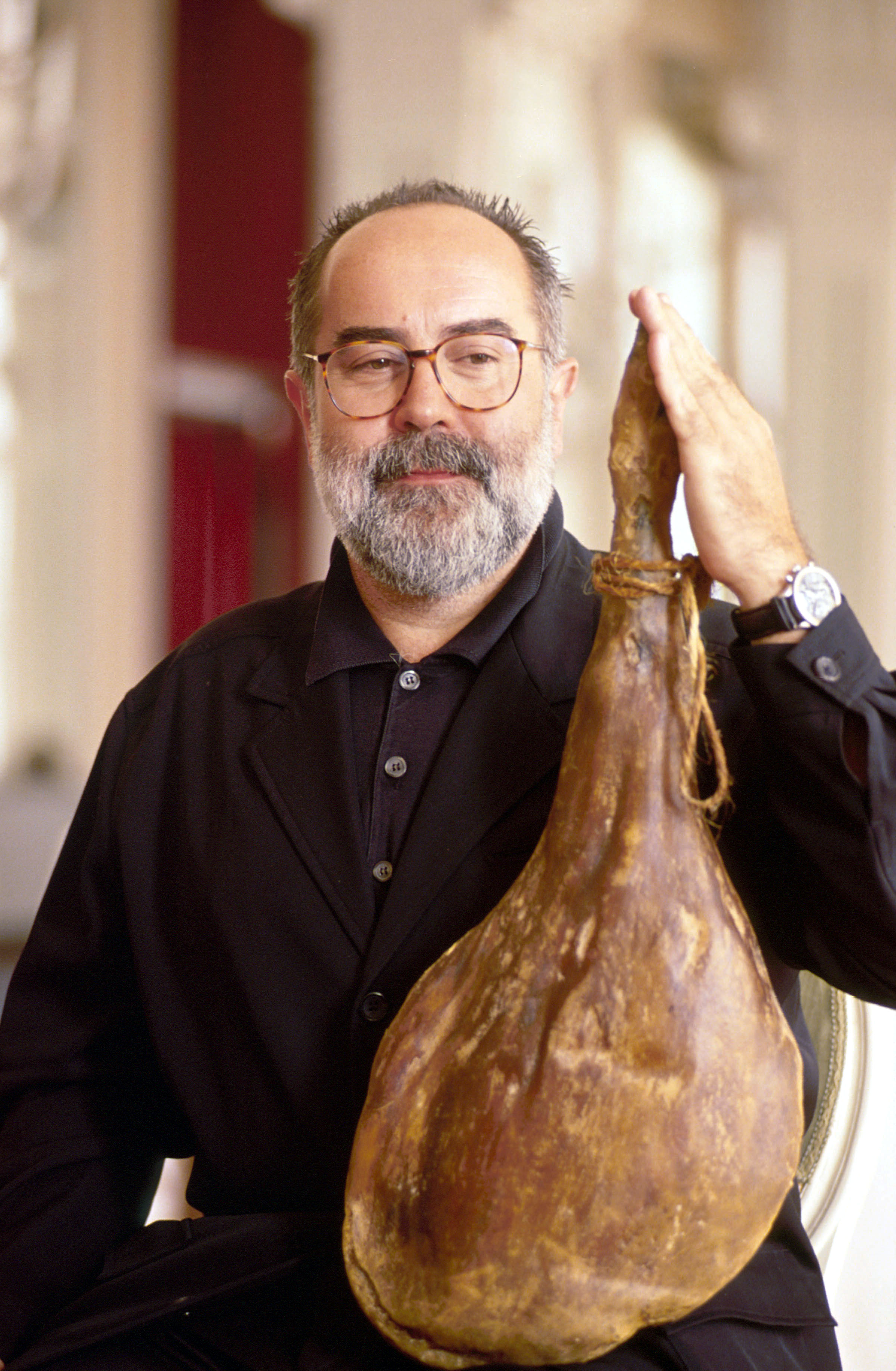
El director català Bigas Luna va ser premiat el 1999.

| Any  | Premiat                 | Professió                       |
| ---- | ----------------------- | ------------------------------- |
| 1991 | Carlos Saura            | Director i guionista            |
| 1992 | José María Forqué       | Director y guionista            |
| 1993 | Fernando Trueba         | Director, guionista i productor |
| 1994 | Imanol Uribe            | Director i productor            |
| 1995 | Arturo Ripstein         | Director                        |
| 1996 | Gerardo Herrero         | Director, guionista i productor |
| 1997 | Francisco José Lombardi | Director                        |
| 1998 | Manuel Gutiérrez Aragón | Director i guionista            |
| 1999 | Bigas Luna              | Director i guionista            |

## Anys 2000

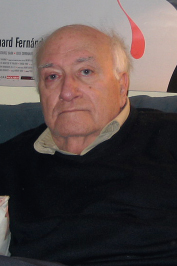
Vicente Aranda, premiat el 2002.

| Any  | Premiat               | Professió                       |
| ---- | --------------------- | ------------------------------- |
| 2000 | Ventura Pons          | Director, guionista i productor |
| 2001 | Juanjo Puigcorbé      | Actor                           |
| 2002 | Vicente Aranda        | Director i guionista            |
| 2003 | Zelimir Zilnik        | Director                        |
| 2004 | Mercedes Sampietro    | Actriu                          |
| 2005 | Julio Medem           | Director, guionista i productor |
| 2006 | Gracia Querejeta      | Directora i guionista           |
| 2007 | Marc Recha            | Director                        |
| 2008 | José María Escriche   | Fundador del Festival           |
| 2009 | Basilio Martín Patino | Director i guionista            |

## Anys 2010

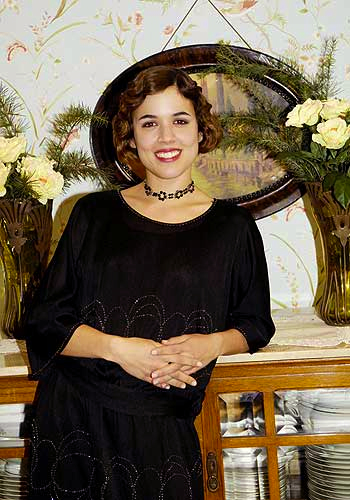
Amb Adriana Ugarte el premi va fer un gir el 2014.

| Any  | Premiat                       | Professió                         |
| ---- | ----------------------------- | --------------------------------- |
| 2010 | Montxo Armendáriz             | Director i guionista              |
| 2011 | José Luis Guerín              | Director                          |
| 2012 | Icíar Bollaín                 | Actriu i directora                |
| 2014 | Adriana Ugarte                | Actriu                            |
| 2015 | Silvia Abascal                | Actriu                            |
| 2016 | Paula Ortiz Álvarez           | Directora, guionista i productora |
| 2017 | Leticia Dolera                | Actriu, guionista i directora     |
| 2018 | Aura Garrido                  | Actriu                            |
| 2019 | Rodrigo Sorogoyen Isabel Peña | Director i guionista Guionista    |
| 2020 | Anna Castillo                 | Actriu                            |
| 2021 | Michel Franco                 | Director i guionista              |
| 2022 | Diego Luna                    | Director, actor i productor       |
| 2023 | Pablo Larraín                 | Director                          |